# Walnut Grove (Missouri)
Pour les articles homonymes, voir Walnut Grove.
Walnut Grove est une ville du comté de Greene, dans le Missouri, aux États-Unis,. Située au nord du comté, elle est incorporée en 1934. 

## Démographie
Lors du recensement de 2010, la ville comptait une population de 665 habitants. Elle est estimée, en 2016, à 790 habitants.

### Source de la traduction
- (en) Cet article est partiellement ou en totalité issu de l’article de Wikipédia en anglais intitulé « Walnut Grove, Missouri » (voir la liste des auteurs).